# قطعنامه ۱۰۲۷ شورای امنیت
قطعنامه ۱۰۲۷ شورای امنیت سازمان ملل متحد که در تاریخ ۳۰ نوامبر ۱۹۹۵ تصویب شد، سندی بین‌المللی دربارهٔ جمهوری مقدونیه است. این قطعنامه طی نشست ۳۶۰۲ام با ۱۵ رای موافق، ۰ مخالف و ۰ ممتنع تصویب شد.